# Erdbeben im Gebiet von Xichang in Sichuan 814
Das Erdbeben im Gebiet von Xichang in Sichuan 814 ereignete sich am 6. April des Jahres 814 in der Zeit der Tang-Dynastie im Gebiet von Xichang in der chinesischen Provinz Sichuan. Das Jiu Tangshu berichtet in seinem 37. Kapitel (juan) von über 100 Toten, ebenfalls das Xin Tangshu, Kap. 35. 
Aufgrund der verursachten Schäden ließ sich abschätzen, dass das Beben im Epizentrum die Stärke von IX auf der Mercalli-Skala erreichte. Darauf basierende Berechnungen ergaben eine Magnitude von 7.